# Mirna Jukić
Mirna Jukić [ˈmiːrna ˈjuːkitɕ] (* 9. April 1986 in Novi Sad, Jugoslawien; verheiratete Mirna Jukić-Berger) ist eine ehemalige kroatisch-österreichische Schwimmerin, die für Österreich startete und Sportreferentin im Bundesministerium für Sport. Bei den Olympischen Sommerspielen 2008 in Peking gewann sie die Bronzemedaille über 100 m Brust. Über 200 m Brust wurde sie bei den Europameisterschaften 2002 und 2004, sowie über 100 m Brust bei den Meisterschaften 2008 Europameisterin. Auf der Kurzbahn konnte sie über 200 m Brust die Europameisterschaften 2002 und 2003 für sich entscheiden.

## Werdegang
Im November 1991 verließ Jukić als damals Fünfeinhalbjährige ihre Heimatstadt Vukovar wegen des Kroatienkrieges. Die Familie flüchtete nach Zagreb und konnte dort wieder Fuß fassen. Im Alter von 7½ Jahren fing Jukić bei HAPK Mladost Zagreb mit dem Schwimmtraining an. Seit September 1996 wurde sie von ihrem Vater Željko Jukić, einem ehemaligen Basketballspieler, trainiert. 1999 übersiedelte die Familie nach Wien. Seit 2000 ist Mirna Jukić auch österreichische Staatsbürgerin und besitzt dadurch zwei Staatsbürgerschaften. Sie schwamm für SC Austria Wien, ihre Disziplinen waren Brust und Lagen. Ihr jüngerer Bruder Dinko ist ebenfalls Schwimmer. Im Juni 2005 maturierte sie im Brigittenauer Gymnasium und studierte dann ein Jahr lang auf der Wirtschaftsuniversität Wien. Im Wintersemester 2007 begann sie ein Publizistikstudium. Ihre Mutter Mirela ist Professorin auf der Schule für angewandte Kunst und Design in Zagreb.
Aktuell arbeitet sie als Referentin im Bundesministerium für Sport und engagiert sich ehrenamtlich für Integrationsprojekte durch den Sport.

### Sportliche Erfolge
Nach drei Siegen bei den Jugendeuropameisterschaften 2001 in Malta folgten im Dezember desselben Jahres die beiden ersten Medaillen in der allgemeinen Klasse: Silber über 100 m und 200 m Brust bei den Kurzbahneuropameisterschaften in Antwerpen. Die ersten Goldmedaillen gewann sie bei den Europameisterschaften 2002 in Berlin (Langbahn) und Riesa (Kurzbahn) jeweils über 200 m Brust. Im selben Jahr errang sie Bronze über diese Distanz bei den Kurzbahnweltmeisterschaften in Moskau und wurde in Österreich zur Sportlerin des Jahres gewählt. 2003 (Kurzbahn, Dublin) und 2004 (Langbahn, Madrid) folgte jeweils EM-Gold in ihrer Paradedisziplin. Bei den Kurzbahneuropameisterschaften 2004 in Wien gewann sie Silber über 100 und 200 m Brust. In Athen nahm Jukić erstmals an Olympischen Sommerspielen teil, wo sie 14. über 100 m und Siebente über 200 m wurde. Dem Gewinn der Bronzemedaille über 200 m Brust bei den Weltmeisterschaften 2005 in Montreal folgte wegen einer Erkrankung (Pfeiffer-Drüsenfieber) eine einjährige Trainings- und Wettkampfpause.
Erst 2007 stand sie bei den Kurzbahneuropameisterschaften in Debrecen wieder am Start, wo sie jeweils Silber über 100 und 200 m Brust erreichte. Im März 2008 gewann sie bei den Europameisterschaften in Eindhoven Gold über 100 m Brust, Silber über 200 m Brust und Bronze über 50 m Brust. Bei den 63. Österreichischen Staatsmeisterschaften Ende Juli 2008 schien es kurz, als hätte sie mit der Zeit von 2:23,90 min über 200 m Brust einen neuen Europarekord aufgestellt, bis sich herausstellte, dass das 50-m-Becken in Schwechat um 4 cm zu kurz ist. Dadurch war ihr Europarekord ungültig, aber alle von anderen Schwimmern und Schwimmerinnen bei diesen Wettkämpfen erzielten österreichischen Rekorde behielten ihre Gültigkeit.

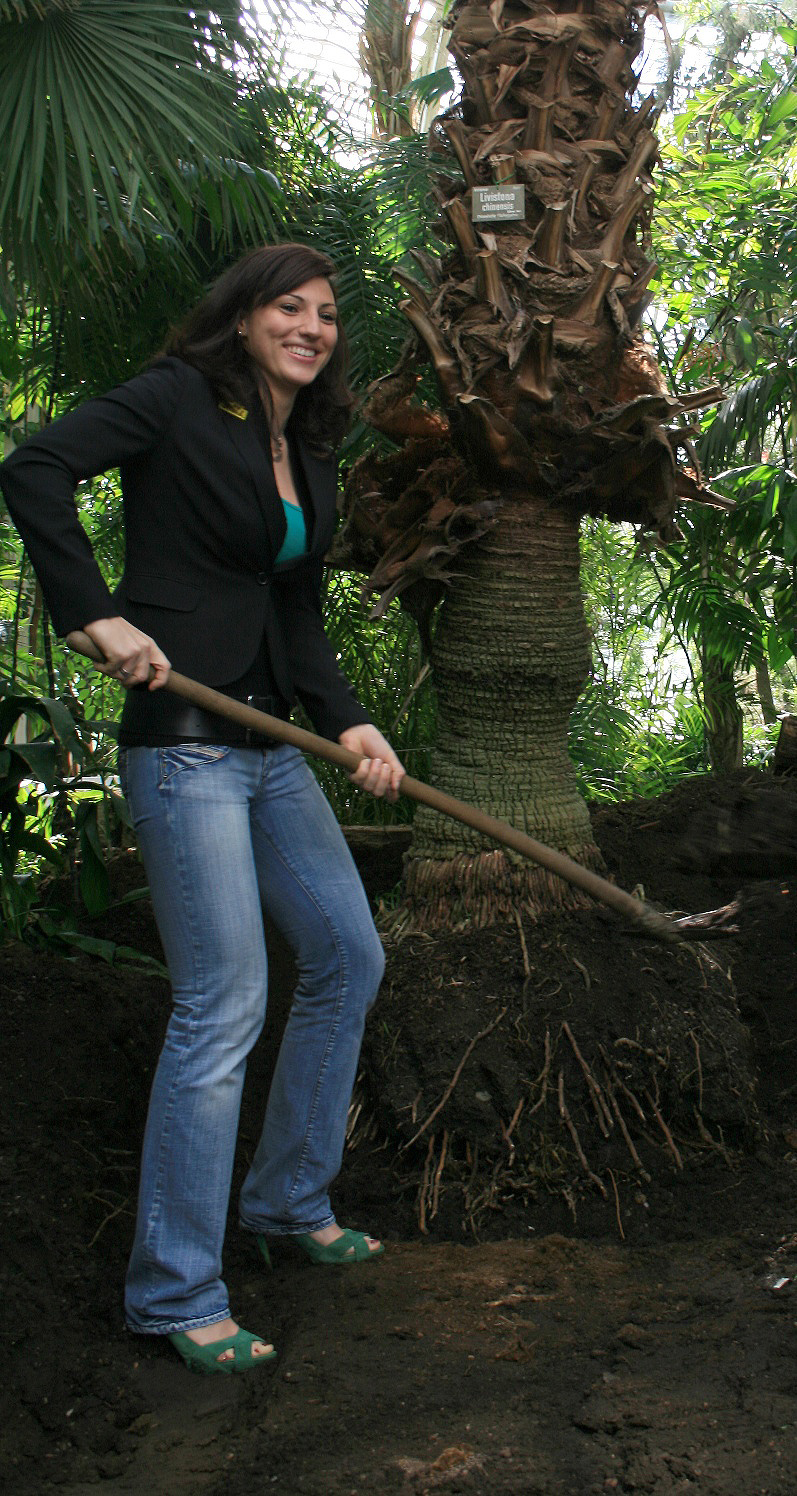
Jukić beim Pflanzen der Mirna-Palme im Wiener Palmenhaus (April 2008)

Bei den Olympischen Sommerspielen 2008 in Peking stellte sie über 100 m Brust im Vorlauf mit 1:07,06 min erneut einen, diesmal gültigen, Europarekord auf, der allerdings wenige Minuten später von Julija Jefimowa mit 1:06,08 min übertroffen wurde. Am 12. August 2008 gewann Jukić im Finale über diese Distanz in 1:07,34 min mit Bronze ihre erste Olympiamedaille. Es war die erste Olympiamedaille für eine österreichische Schwimmerin in einem Einzelbewerb und die erste für eine Schwimmerin seit den Olympischen Sommerspielen 1912 in Stockholm (4 × 100-m-Freistilstaffel). Am 14. August erzielte Jukić im Semifinale über 200 m Brust mit 2:23,76 min erneut einen Europarekord, den sie im Finale einen Tag später mit 2:23,24 min noch einmal verbessern konnte. Damit errang sie Platz vier, musste den Europarekord aber zugleich an die drittplatzierte Norwegerin Sara Nordenstam (2:23,02 min) abgeben.
Daneben erreichte sie zahlreiche Weltcupsiege sowie österreichische Meistertitel und konnte mehrere Meetings der „Mare-Nostrum“- und der „Arena“-Serie für sich entscheiden. 2003 und 2008 wurde sie jeweils Gesamtzweite der mit Spitzenschwimmern hervorragend besetzten „Mare-Nostrum“-Serie. Mirna Jukić hält 13 österreichische Rekorde (Stand: August 2008). Im Oktober 2008 wurde Jukić zum zweiten Mal nach 2002 zur österreichischen Sportlerin des Jahres gewählt.
Bei den Kurzbahneuropameisterschaften im Dezember 2008 in Rijeka erreichte Jukić über 100 m Brust die Bronzemedaille und stellte mit 1:05,64 min einen neuen österreichischen Rekord auf. Während der österreichischen Hallenmeisterschaften stellte sie am 28. Februar 2009 über 200 m Brust in 2:22,91 min einen neuen Europarekord auf. Im August desselben Jahres verbesserte sie bei den Schwimmweltmeisterschaften in Rom in Vorläufen über 100 m Brust den österreichischen Rekord und stellte über 200 m Brust einen neuen Europarekord auf, im Finale erreichte sie den dritten Platz. Im November 2009 wurde Jukić zum dritten Mal nach 2002 und 2008 zur österreichischen Sportlerin des Jahres gewählt.
Ihren letzten Wettkampf bestritt sie am 9. August 2009 bei den österreichischen Staatsmeisterschaften in St. Pölten und erklärte am 23. September 2010 mit dem Leistungssport aufzuhören.

### Privates
Mirna Jukić ist seit 2015 mit dem österreichischen Volleyballer Alexander Berger (* 1988) verheiratet. Das Ehepaar hat zwei Kinder (geboren 2017 und 2019).

## Rekorde
| Österreichische Rekorde (12)                                   | Österreichische Rekorde (12) | Österreichische Rekorde (12) | Österreichische Rekorde (12) |
| -------------------------------------------------------------- | ---------------------------- | ---------------------------- | ---------------------------- |
| 50 m Brust                                                     | 00:31,32 min                 | 1. August 2009               | Rom                          |
| 100 m Brust                                                    | 01:06,58 min                 | 27. Juli 2009                | Rom                          |
| 200 m Brust                                                    | 02:21,97 min                 | 30. Juli 2009                | Rom                          |
| 200 m Lagen                                                    | 02:13,29 min                 | 26. April 2009               | Wien                         |
| 4 × 100 m Lagen (mit Polansky, Stecher und Zahrl)              | 04:21,31 min                 | 10. August 2003              | Wels                         |
| 50 m Brust (Kurzbahn)                                          | 00:30,54 min                 | 10. April 2008               | Manchester                   |
| 100 m Brust (Kurzbahn)                                         | 01:05,24 min                 | 21. Dezember 2008            | Wien                         |
| 200 m Brust (Kurzbahn)                                         | 02:19,23 min                 | 20. Dezember 2008            | Wien                         |
| 100 m Lagen (Kurzbahn)                                         | 01:01,59 min                 | 30. November 2008            | Wien                         |
| 200 m Lagen (Kurzbahn)                                         | 02:09,07 min                 | 21. Dezember 2008            | Zagreb                       |
| 4 × 200 m Freistil (Kurzbahn) (mit Gimborn, Stecher und Zahrl) | 08:26,43 min                 | 7. März 2003                 | Wiener Neustadt              |
| 4×100 m Lagen (Kurzbahn) (mit Polansky, Stecher und Zahrl)     | 04:01,47 min                 | 9. März 2003                 | Wiener Neustadt              |
| (Stand: 31. Dezember 2009)                                     |                              |                              |                              |

| Kroatische Rekorde (1)  | Kroatische Rekorde (1) | Kroatische Rekorde (1) | Kroatische Rekorde (1) |
| ----------------------- | ---------------------- | ---------------------- | ---------------------- |
| 200 m Brust             | 2:27,63 min            | 2001                   |                        |
| (Stand: 24. April 2011) |                        |                        |                        |

## Auszeichnungen

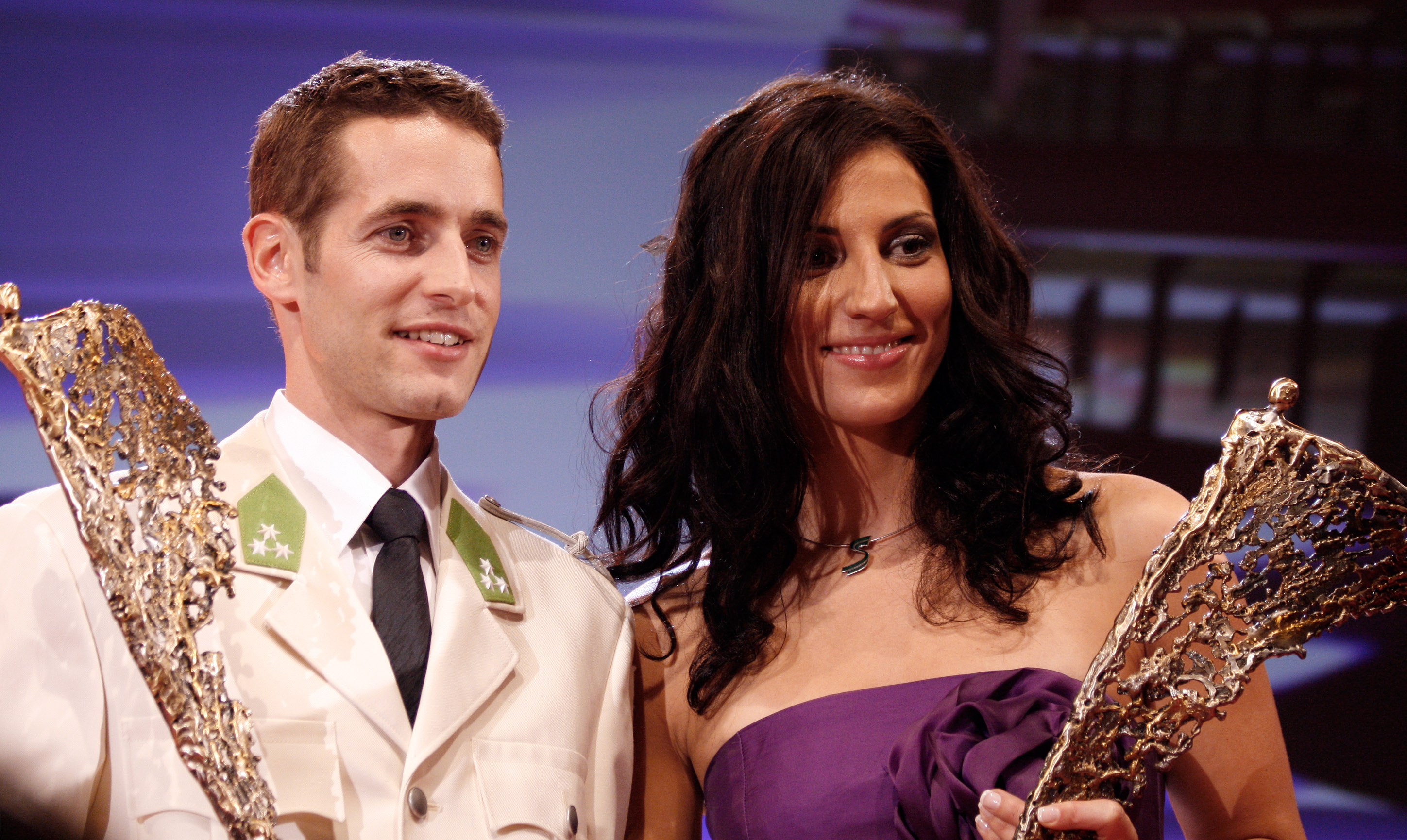
Mirna Jukić und Wolfgang Loitzl mit den Auszeichnungen als Österreichs Sportler des Jahres 2009

- 2003: Goldenes Verdienstzeichen der Republik Österreich
- 2004: Großer Sportpreis der Stadt Wien
- Dreifache Sportlerin des Jahres (2002, 2008, 2009)

## Sonstiges
- Mirna Jukić hat während der Handball-Europameisterschaft 2010, die in Österreich stattgefunden hat, als Team-Guide des Kroatischen Nationalteams mitgearbeitet.[6]
- 2011 tanzte sie in der Neuauflage der Dancing Stars mit Profi Gerhard Egger mit.[7]
- Mirna Jukić unterstützt seit einigen Jahren das Sozialprojekt Mirno More Friedensflotte, an dem sie 2011 zum Ersten Mal auch aktiv teilgenommen hat.[8] Für dieses Engagement wurde sie 2014 als Sportlerin mit Herz ausgezeichnet.
- Ende September 2012 gab sie ihr Debüt, auf ORF SPORT + als Moderatorin des Kinder-, Jugend- und Schulsportmagazines „Schule bewegt“[9]